# Takinoue
Takinoue (japanska: 滝上町?, Takinoue-chō) är en landskommun (köping) i Hokkaido prefektur i Japan. 